# Sari Bejgluj-e Musa’i
Sari Bejgluj-e Musa’i – wieś w Iranie, w ostanie Azerbejdżan Zachodni. W 2006 roku liczyła 200 mieszkańców w 52 rodzinach.